# Зивие

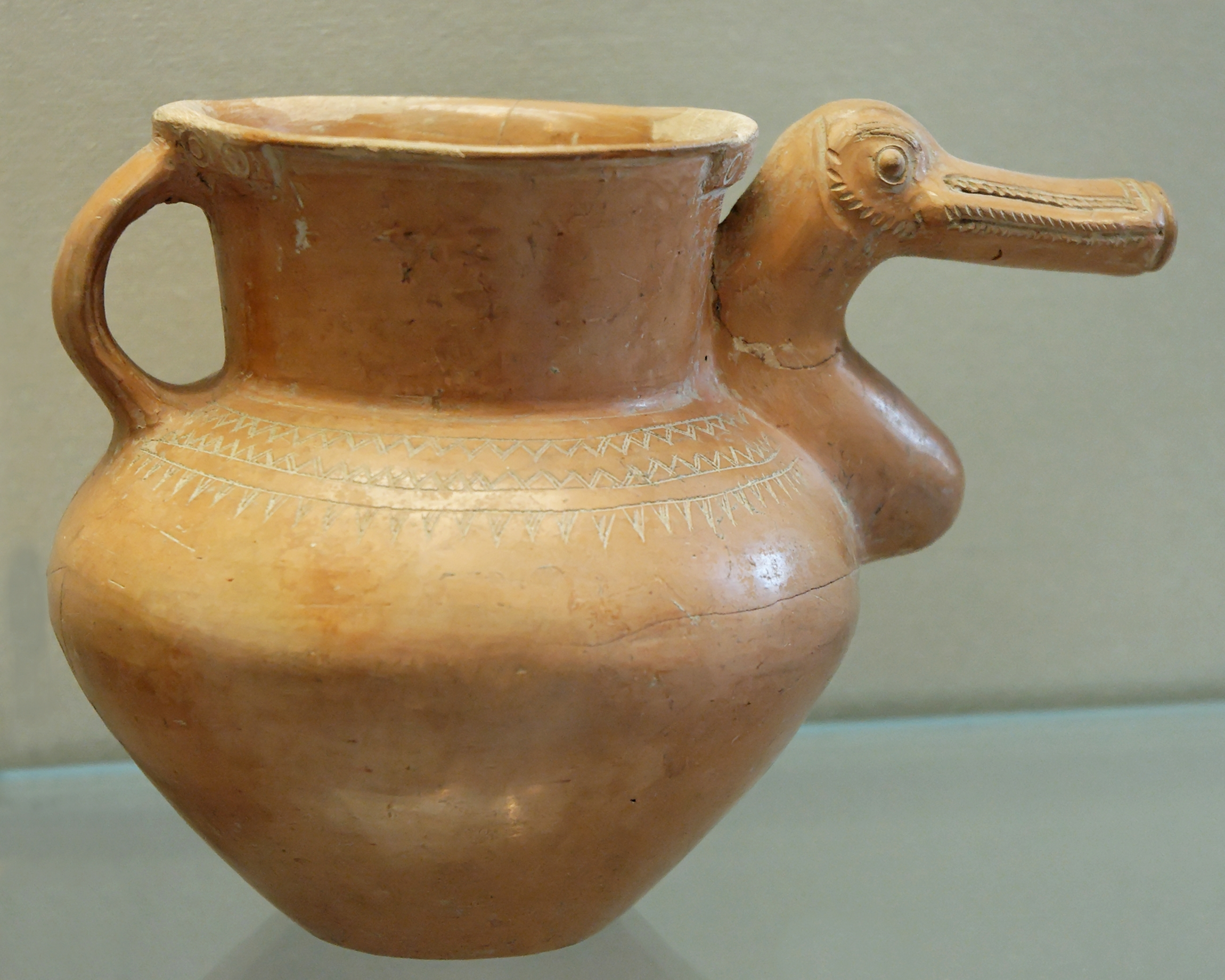
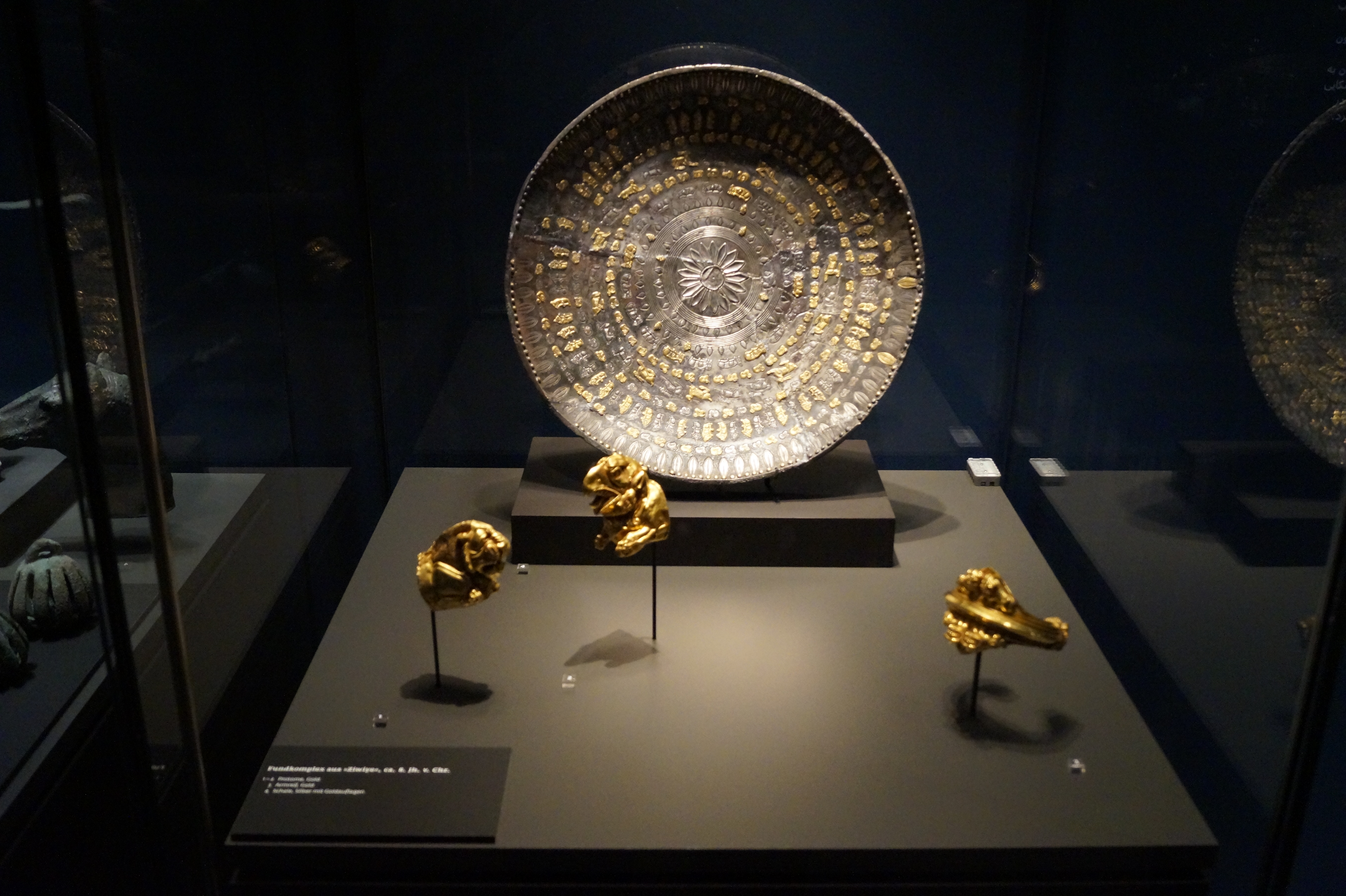
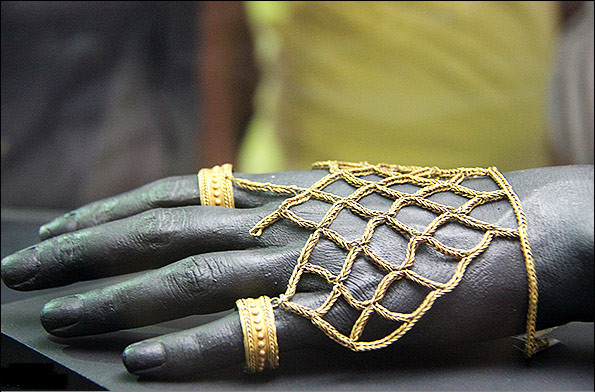
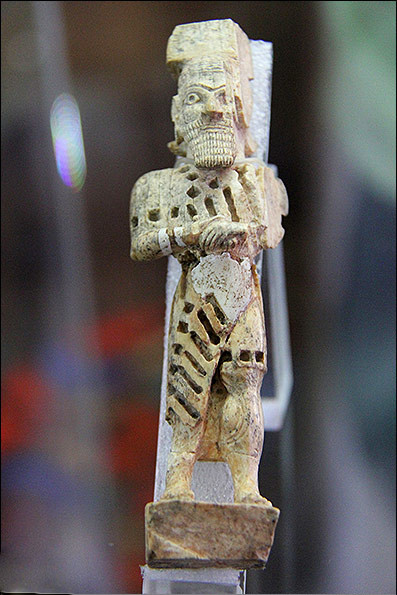

Зивие (زیویه; 36°15′44″ с. ш. 46°41′16″ в. д. ) — древнее захоронение сакского правителя (конца VII в. до н. э.). Расположен на северо-западном Ирана, в 45 км к востоку от города Секкез. Обнаружено местными жителями в 1947 году. Основная часть экспонатов хранится в Тегеранском музее, отдельные изделия остались у частных коллекционеров Европы и Америки. Найденные в Зивие предметы исследованы французским археологом Р. М. .Гиршманом (1895—1979) и русским ученым М. И. Артамоновым (1898—1972). Не установлены особенности захоронения и количество погребенных. По словам жителей в Зивие, в красивом и украшенном гробу был погребен сакский царь. Найденные изделия из золота, серебра, бронзы, кости выполнены в зверином стиле: украшения с изображениями льва, леопарда, беркута, горного козла, барана, зайца. Наиболее интересны пластинчатые золотые и бронзовые пояса, обкладка ножен меча, серебристый щит, диаметром 70 см, золотой браслет, пряжки, бронзовые наконечники стрел, характерные для сакской эпохи. Находки Зивие наряду с письменными источниками свидетельствуют о длительном пребывании саков в Передней Азии. Находки Зивие по своим стилистическим и хронологическим особенностям схожи с находками курганов Келермес на Северном Кавказе, что свидетельствует о миграции саков в Переднюю Азию через Кавказ. 

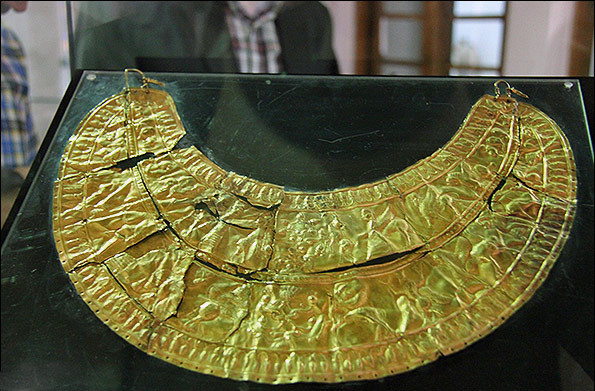
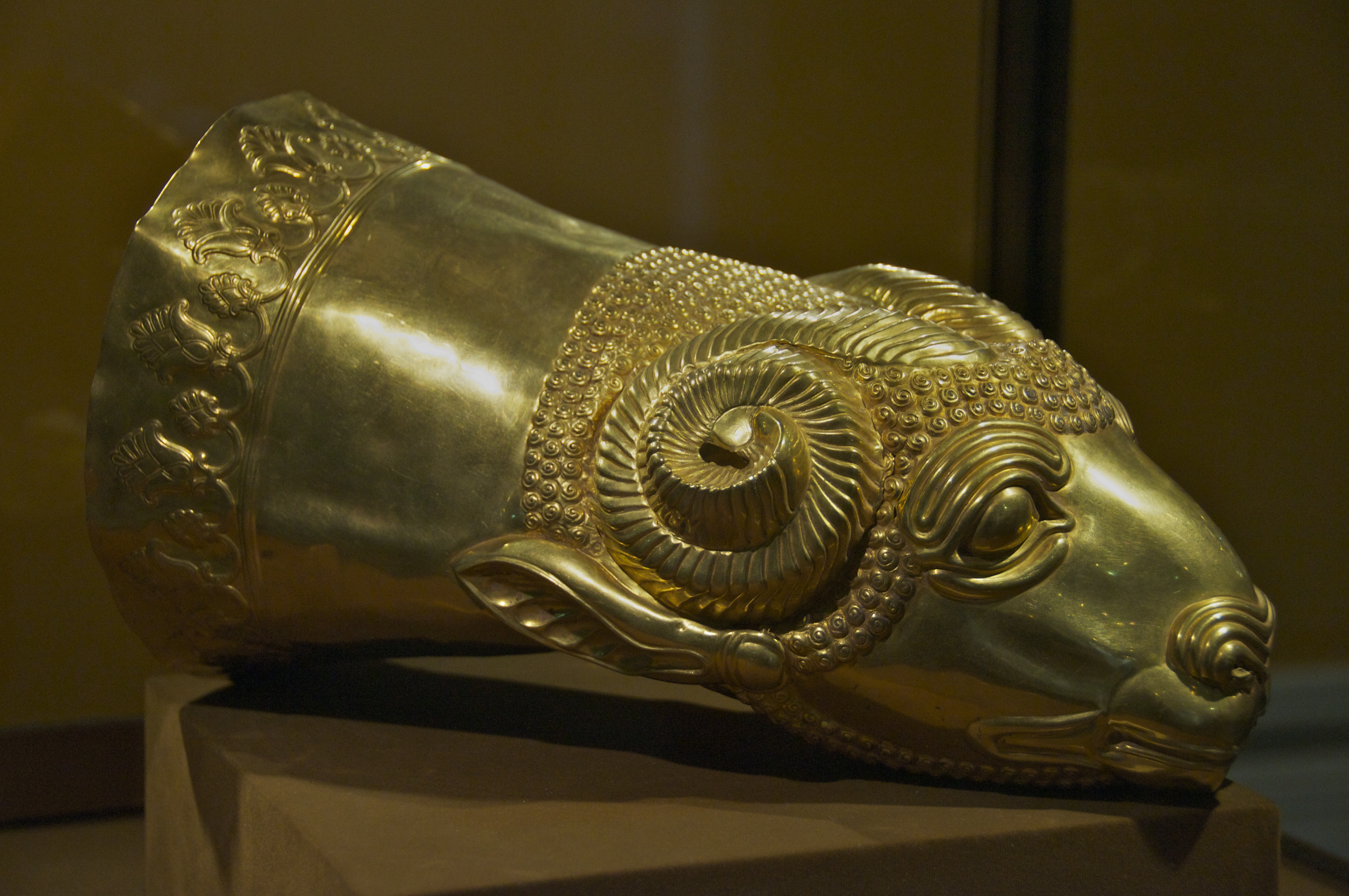
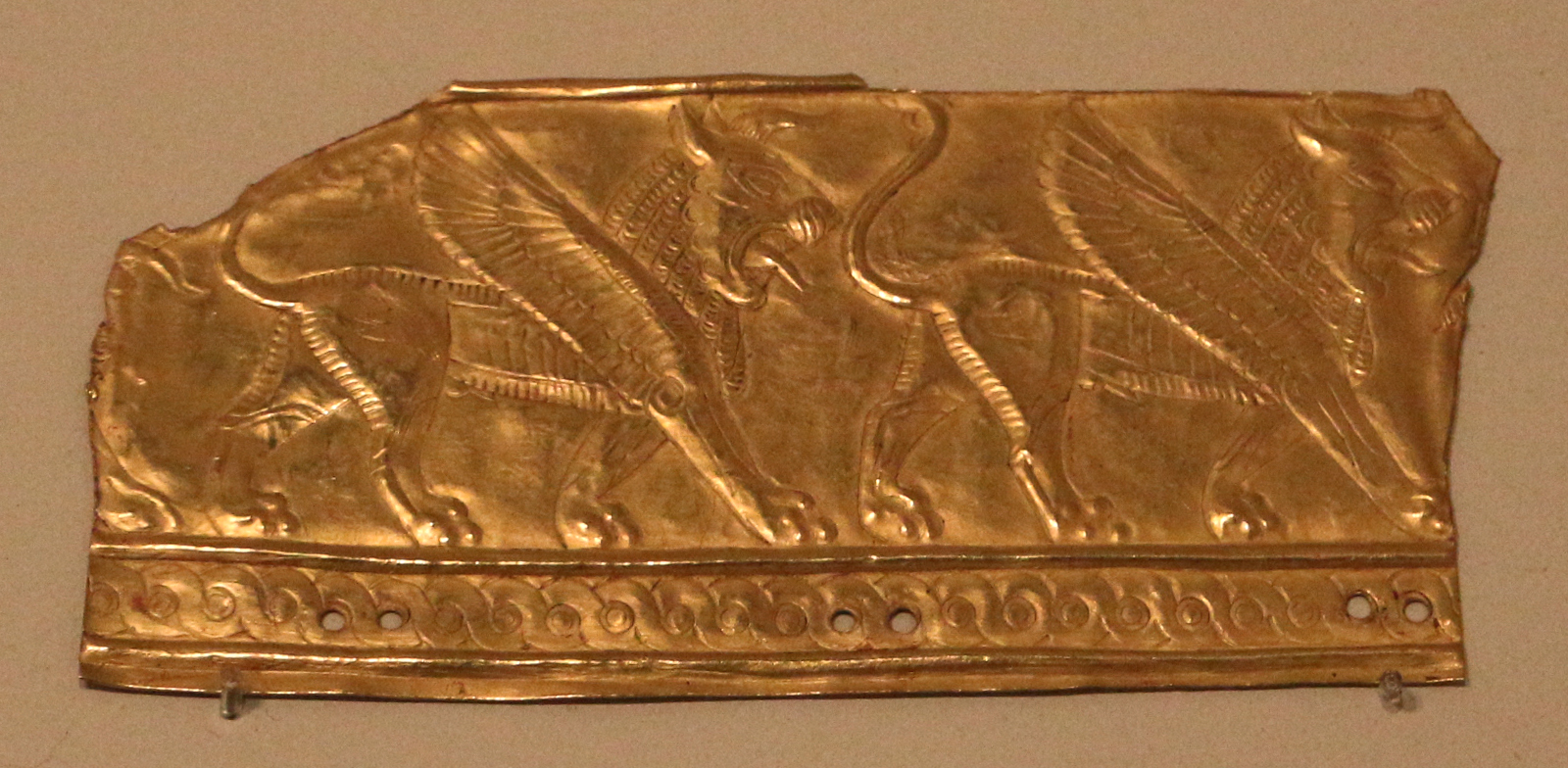
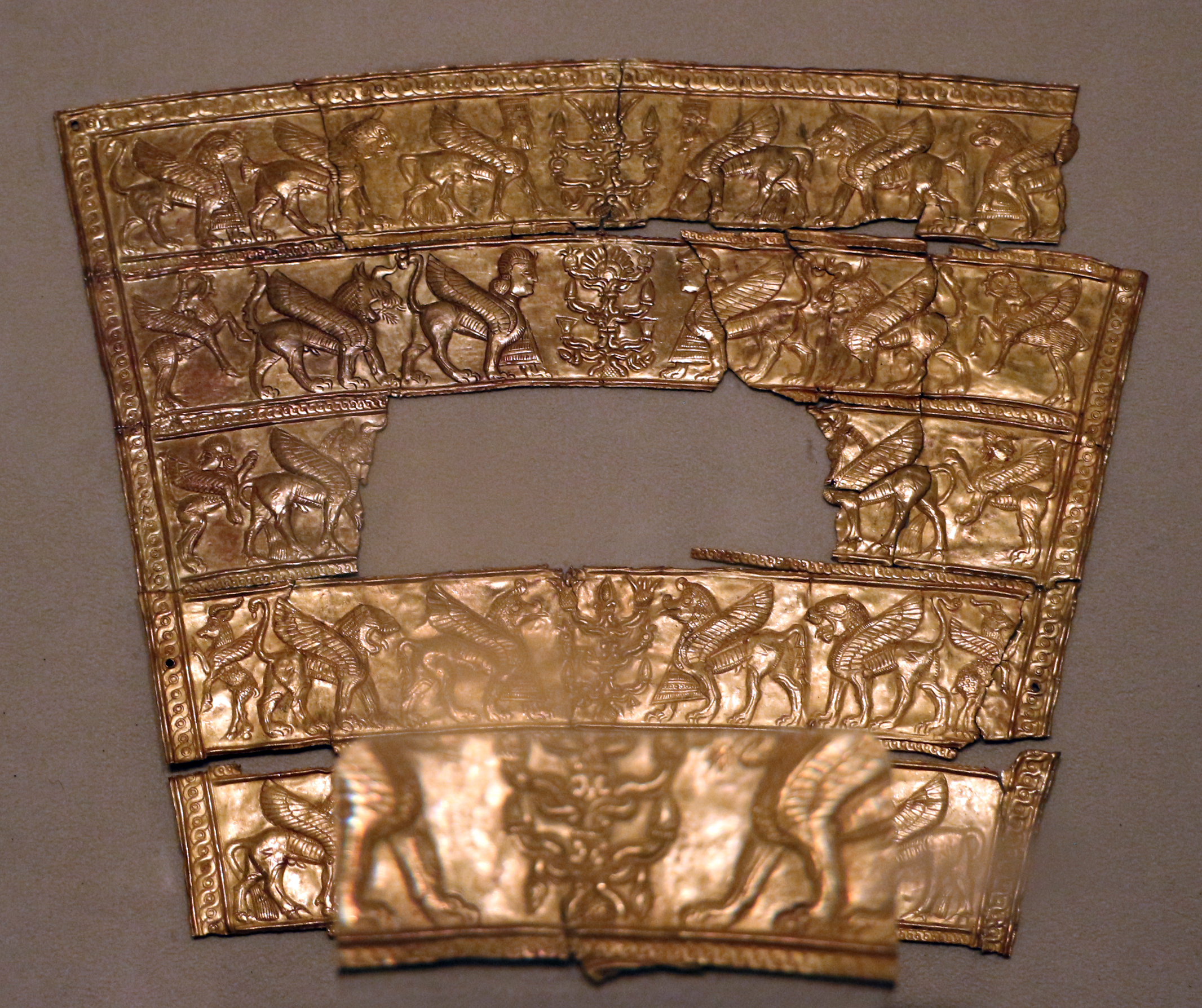
.